# キリストの受難の瞑想
『キリストの受難の瞑想』（キリストのじゅなんのめいそう、伊: Meditazione sulla Passione、英: The Meditation on the Passion）は、イタリア・ルネサンス期のヴェネツィア派の画家ヴィットーレ・カルパッチョが1510年ごろ、板上にテンペラと油彩で描いた絵画である。『旧約聖書』の登場人物であるヨブと隠者聖聖ヒエロニムスを死せるイエス・キリストの傍に表わしている。ジョン・スチュアート・ケネディ (John Stuart Kennedy) 基金により1911年に購入されて以来、作品はニューヨークのメトロポリタン美術館に所蔵されている。

## 作品
カルパッチョは、ヴェネツィアの諸同心会のために描いた物語画連作で最も知られている。しかし、画家は個人収集家の祈祷用に数々の宗教的主題の作品も制作しており、それらは憑依するような静けさや豊かな描写的アプローチにより際立っている。本作はそうした作品中でも最良のものの1つである。
画面では、ヨブ (右側) と聖ヒエロニムス (左側) が破損した玉座にあるキリストの遺体の傍で瞑想に耽っている。ヨブが腰かけている大理石板には、ヘブライ語で「私は私の救い主が生きておられることを知る」 (「ヨブ記」、19:25) という銘文が見られる。銘文は、隠遁者として描かれている聖ヒエロニムスと向かい合っており、彼はこの「ヨブ記」の1節をキリストの復活に言及するものだと解釈する。聖ヒエロニムスは、ヨブを忍苦の範例とし、その苦難によりキリストと対比すべき信仰者とし、かつキリストの復活を予見した預言者とみなすキリスト教の解釈に影響を与えた人物でもある。
画中の数多くの要素が死と復活の主題を裏づけている。ヨブの足元にある骨、キリストの壊れた玉座に立て掛けられた茨の冠、キリストの身体上から飛び立つ鳥などは、死と復活の象徴である。キリストは眠っているように見え、それも復活を示唆する。風景も生と死を対比している。左側では荒涼としており、右側では緑豊かで、開けたものとなっている。